# Eugène Goossens (1867-1958)
Pour les articles homonymes, voir Eugène Goossens (homonymie).
Eugène Goossens est un violoniste et chef d'orchestre britannique d'origine française né le 28 janvier 1867 à Bordeaux et mort le 31 juillet 1958 à Londres.

## Biographie
Eugène Goossens naît le 28 janvier 1867 à Bordeaux. Il est le fils du chef d'orchestre Eugène Goossens (1845-1906). Pour le distinguer de son père, il est parfois appelé Eugène Goossens fils ou Eugène Goossens II,.
Il étudie à Bruges et au Conservatoire de Bruxelles entre 1883 et 1886,.
Il se rend à Londres peu après la mort de Carl Rosa et devient violoniste, répétiteur et chef d'orchestre assistant de son père à la Carl Rosa Opera Company,.
En 1891 et 1892, il se perfectionne à la Royal Academy of Music,.
Eugène Goossens dirige ensuite plusieurs troupes anglaises itinérantes d'opéra avant d'être engagé comme chef principal de la Carl Rosa Opera Company, qu'il dirige de 1899 à 1915,.
Il dirige une partie de la saison d'opéra du His Majesty's Theatre de Beecham en 1917, et rejoint la Compagnie de l'Opéra national britannique (en) en tant que chef d'orchestre en 1926,.
Il est le père des musiciens Eugene Goossens (1893-1962), chef d'orchestre et compositeur, Marie Goossens (1894-1991), harpiste, Adolphe Goossens (en) (1896-1916), corniste, Léon Goossens (1897-1988), hautboïste, et Sidonie Goossens (1899-2004), harpiste,.
Eugène Goossens meurt le 31 juillet 1958 à Londres,.